# Lijst van gemeentelijke monumenten in Groningen (stad) buiten de Diepenring

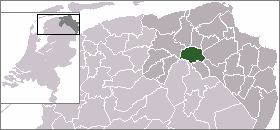
Groningen

Deze lijst bevat een overzicht van de gemeentelijke monumenten in het deel van de stad Groningen dat buiten de Diepenring ligt. Zie voor gemeentelijke monumenten in de binnenstad de Lijst van gemeentelijke monumenten in Groningen (stad) binnen de Diepenring. Wanneer het monument een bouwwerk betreft en de bouwgeschiedenis daarvan omvangrijk of complex is, zijn niet alle verbouwingen genoemd. Ook verbouwingen van ondergeschikte betekenis zijn niet in dit overzicht opgenomen.
Meer afbeeldingen van gemeentelijke monumenten zijn te vinden in de categorie Gemeentelijke monumenten in Groningen (city) op Wikimedia Commons.
| Object | Bouwjaar                                                                                       | Architect                                                      | Locatie | Coördinaten                   | Nr.         | Afbeelding |
| --- | ---------------------------------------------------------------------------------------------- | -------------------------------------------------------------- | --- | ----------------------------- | ----------- | --- |
| Vm. Tweede Christelijke HBS (Augustinuscollege)                                                                                            | 1955-'57                                                                                       | R. Offringa D. Broos                                           | Admiraal de Ruyterlaan 37-39                                                                                               | 53° 12' 40" NB, 6° 32' 52" OL | 0014/104509 | Christelijke HBS Vm. Tweede Christelijke HBS(Augustinuscollege) |
| Verhoogde boerenplaats met omgrachting (Terrein van boerderij Vertrouwen)                                                                  | 18e eeuw of ouder 1891 (boerderij)                                                             |                                                                | Aduarderdiepsterweg 17 | 53° 13' 19" NB, 6° 29' 4" OL  | 0014/106411 | Verhoogde boerenplaats met omgrachting(Terrein van boerderij Vertrouwen) |
| Verhoogde huisplaats met omgrachting | bebouwd sinds 18e eeuw of eerder                                                               |                                                                | Aduarderdiepsterweg 18 | 53° 13' 21" NB, 6° 29' 2" OL  | 0014/106412 | Verhoogde huisplaats met omgrachting |
| Verhoogde boerenplaats met omgrachting | bebouwd sinds ten minste 1830                                                                  |                                                                | Aduarderdiepsterweg 19 | 53° 13' 28" NB, 6° 28' 56" OL | 0014/106413 | Verhoogde boerenplaats met omgrachting |
| Boerenplaats | bebouwd sinds ten minste 1830                                                                  |                                                                | Aduarderdiepsterweg 21 | 53° 13' 28" NB, 6° 28' 19" OL | 0014/106414 | Boerenplaats |
| Boerderij van het kop-romptype | mog. 1650-1725 (schuur) ca. 1900 (voorhuis)                                                    |                                                                | Aduarderdiepsterweg 22 | 53° 13' 37" NB, 6° 28' 52" OL | 0014/100827 | Boerderij van het kop-romptype |
| Verhoogde woonplaats met omgrachting |                                                                                                |                                                                | Aduarderdiepsterweg 22 | 53° 13' 37" NB, 6° 28' 51" OL | 0014/106415 | Verhoogde woonplaats met omgrachting |
| Borgmanschool | 1875 1882 (uitbr.)                                                                             | J.G. van Beusekom                                              | Agricolastraat 33 | 53° 13' 11" NB, 6° 34' 28" OL | 0014/103600 | Borgmanschool |
| Woonhuis in eclectische stijl | ca. 1850 1874 (verb.)                                                                          |                                                                | Astraat 2-2f | 53° 12' 60" NB, 6° 33' 32" OL | 0014/101777 | Woonhuis in eclectische stijl |
| Winkelpand met bovenwoning in eclectische stijl                                                                                            | ca. 1875                                                                                       |                                                                | Astraat 12 | 53° 12' 59" NB, 6° 33' 31" OL | 0014/101782 | Winkelpand met bovenwoning in eclectische stijl |
| Woonhuis met twee pakhuizen | 1882 1906 (verb.) 1923 (verb.)                                                                 | P. van de Wint (1906) A.Th. van Elmpt (1923)                   | Astraat 13 | 53° 13' 0" NB, 6° 33' 29" OL  | 0014/101774 | Woonhuis met twee pakhuizen |
| Winkelpand met bovenwoning in expressionistische stijl (vm. filiaal De Gruyter)                                                            | 1931 (verb.) 1959 (verb.)                                                                      | Teunis Wilschut                                                | Astraat 19 | 53° 12' 60" NB, 6° 33' 28" OL | 0014/101775 | Winkelpand met bovenwoning Winkelpand met bovenwoning in expressionistische stijl(vm. filiaal De Gruyter)                                                                   |
| Vm. badhuis (Woningen, atelier en buurthuis)                                                                                               | 1880                                                                                           | Dienst Gemeentewerken                                          | Badhuisplein 10-11 Kleine Badstraat 2-4                                                                                    | 53° 12' 41" NB, 6° 33' 26" OL | 0014/106398 | Badhuis Vm. badhuis(Woningen, atelier en buurthuis) |
| Terrein met resten van de borg Beyum | voor 1550                                                                                      |                                                                | Beijumerweg 15 | 53° 15' 16" NB, 6° 35' 26" OL | 0014/106416 | Terrein met resten van de borg Beyum |
| Vm. dienstwoningen gasfabriek (Woonhuizen)                                                                                                 | ca. 1905                                                                                       | mog. J.A. Mulock Houwer                                        | Bloemsingel 2-8b | 53° 13' 27" NB, 6° 34' 6" OL  | 0014/103602 | Dienstwoningen Vm. dienstwoningen gasfabriek(Woonhuizen) |
| Schakelstation Bloemsingel | 1950-'59                                                                                       | G. Hamerpagt                                                   | Bloemsingel 197 | 53° 13' 36" NB, 6° 33' 52" OL | 0014/106391 | Schakelstation Bloemsingel Schakelstation Bloemsingel |
| Vm. Chemisch Laboratorium ("Het Paleis") (Ateliers, woningen en horeca)                                                                    | 1910-'12 1927 (uitbr.)                                                                         | J.A.W. Vrijman (1910)                                          | Bloemsingel 220-230 Boterdiep 111-117/6 Langestraat 142-266                                                                | 53° 13' 33" NB, 6° 33' 46" OL | 0014/103676 | Chemisch Laboratorium Vm. Chemisch Laboratorium ("Het Paleis")(Ateliers, woningen en horeca)                                                                                |
| Vm. electriciteitscentrale (Noord Nederlands Toneel)                                                                                       | 1901-'02 (uitbr. in o.m. 1910 en 1916)                                                         | J.A. Mulock Houwer N.J. Singels (elektrotechniek)              | Bloemstraat 38 | 53° 13' 25" NB, 6° 34' 8" OL  | 0014/106342 | Electriciteitscentrale Vm. electriciteitscentrale(Noord Nederlands Toneel)                                                                                                  |
| Dubbel woonhuis in ambachtelijk-traditionele stijl                                                                                         | ca. 1860                                                                                       |                                                                | Boterdiep 10-12 | 53° 13' 22" NB, 6° 33' 57" OL | 0014/101805 | Dubbel woonhuis in ambachtelijk-traditionele stijl |
| Bedrijfspand met woningen in ambachtelijk-traditionele stijl                                                                               | ca. 1850                                                                                       |                                                                | Boterdiep 26 Wipstraat 11-13                                                                                               | 53° 13' 23" NB, 6° 33' 55" OL | 0014/101810 | Bedrijfspand met woningen in ambachtelijk-traditionele stijl |
| Schoorsteen vm. NV Vleesconservenfabriek Gerzon                                                                                            | 1916                                                                                           | Kuiler & Drewes                                                | Boterdiep 71d | 53° 13' 29" NB, 6° 33' 52" OL | 0014/106388 | Schoorsteen vm. NV Vleesconservenfabriek Gerzon |
| Vm. openbare lagere school (Thorbeckeschool) (Ateliers)                                                                                    | 1882 1996 (rest.)                                                                              | A. Schram de Jong                                              | Boteringesingel 14 | 53° 13' 32" NB, 6° 33' 31" OL | 0014/103772 | Lagere school Vm. openbare lagere school (Thorbeckeschool)(Ateliers) |
| Helperkerk | 1900 1938 (uitbr.)                                                                             | Nijhuis & Reker (1938)                                         | Coendersweg 58 | 53° 11' 57" NB, 6° 34' 60" OL | 0014/100891 | Helperkerk Helperkerk |
| Crematorium Groningen | 1959-'60                                                                                       | A.H. Wegerif                                                   | Crematoriumlaan 6 | 53° 14' 18" NB, 6° 32' 42" OL | 0014/104353 | Meer afbeeldingen |
| Bedrijfspand met bovenwoningen | 1937                                                                                           | Hoekzema & Beckering Vinckers                                  | Damsterdiep 1 Voor 't Voorm. Klein Poortje 5-6                                                                             | 53° 13' 0" NB, 6° 34' 29" OL  | 0014/101883 | Bedrijfspand met bovenwoningen |
| Woonhuis met lijstgevel | late 17e of vroege 18e eeuw 19e eeuw (verb./gevel)                                             |                                                                | Damsterdiep 4 | 53° 13' 2" NB, 6° 34' 28" OL  | 0014/101896 | Woonhuis met lijstgevel |
| Vm. woonhuis met lijstgevel en mezzanino (Winkelpand met woonruimte)                                                                       | late 17e of vroege 18e eeuw 19e eeuw (verb.) 1925 en 1930 (verb.)                              | H. Medendorp (1925, 1930)                                      | Damsterdiep 6 | 53° 13' 2" NB, 6° 34' 29" OL  | 0014/101897 | Woonhuis met lijstgevel en mezzanino Vm. woonhuis met lijstgevel en mezzanino(Winkelpand met woonruimte)                                                                    |
| Vm. woonhuis met lijstgevel en mezzanino (Winkelpand met appartementen)                                                                    | verm. 17e eeuw (voorhuis) 1775-1825 (achterhuis) 1901 (pui) 1977 (pui)                         |                                                                | Damsterdiep 8 | 53° 13' 2" NB, 6° 34' 29" OL  | 0014/101898 | Woonhuis met lijstgevel en mezzanino Vm. woonhuis met lijstgevel en mezzanino(Winkelpand met appartementen)                                                                 |
| Vm. woonhuis met lijstgevel en mezzanino (Winkel met bovenwoning)                                                                          | 17e eeuw 1850-1900 (verb./gevel) 1963 (verb./uitbr.)                                           | H.J. van Wissen (1963)                                         | Damsterdiep 12-12a | 53° 13' 3" NB, 6° 34' 29" OL  | 0014/101900 | Woonhuis met lijstgevel en mezzanino Vm. woonhuis met lijstgevel en mezzanino(Winkel met bovenwoning)                                                                       |
| Woonhuis met bedrijfscomplex | 1600-1625 (oorspr.) 1867 (gevel) 1950 (verb.)                                                  | J.A. Boer (1950)                                               | Damsterdiep 18 | 53° 13' 3" NB, 6° 34' 30" OL  | 0014/101903 | Woonhuis met bedrijfscomplex |
| Woonhuis in eclectische stijl | ca. 1875                                                                                       |                                                                | Damsterdiep 47-47a | 53° 13' 3" NB, 6° 34' 37" OL  | 0014/101889 | Woonhuis in eclectische stijl |
| Vm. apotheek met bovenwoningen (Bedrijfspand met bovenwoningen)                                                                            | 1935                                                                                           | J.A. Boer                                                      | Damsterdiep 66-66b Petrus Campersingel 1a-1b                                                                               | 53° 13' 8" NB, 6° 34' 43" OL  | 0014/106386 | Apotheek Vm. apotheek met bovenwoningen(Bedrijfspand met bovenwoningen) |
| Vm. gebouwencomplex houtzagerij Van Houten (Kinderdagverblijf, woonruimte, depot)                                                          | 18e eeuw (oorspr.) 1838 (woonhuis) 1874 (kantoor) 1902 (kantoor met paardenstal)               | N.W. Lit (1874) P.M.A. Huurman (1902)                          | Damsterdiep 215-215/2 | 53° 13' 11" NB, 6° 34' 55" OL | 0014/100899 | Gebouwencomplex Vm. gebouwencomplex houtzagerij Van Houten(Kinderdagverblijf, woonruimte, depot)                                                                            |
| Woonhuis in eclectische stijl met neorenaissance-elementen                                                                                 | 1893                                                                                           |                                                                | Damsterkade 9 | 53° 13' 2" NB, 6° 34' 45" OL  | 0014/103615 | Woonhuis in eclectische stijl met neorenaissance-elementen |
| Vm. Christelijke Lagere School en MULO (Verloskunde Academie Groningen)                                                                    | 1925 2003 (rest.)                                                                              | G. Hoekzema                                                    | Dirk Huizingastraat 3-5 | 53° 13' 17" NB, 6° 34' 47" OL | 0014/104548 | Lagere school Vm. Christelijke Lagere School en MULO(Verloskunde Academie Groningen)                                                                                        |
| Kantoor en woningen in verstrakte Amsterdamse School-stijl                                                                                 | 1933                                                                                           | Kuiler & Drewes                                                | Dr. C. Hofstede de Grootkade 3-5                                                                                           | 53° 13' 8" NB, 6° 33' 18" OL  | 0014/100926 | Kantoor en woningen in verstrakte Amsterdamse School-stijl |
| Vm. Zeevaartschool | 1920-'21                                                                                       | J.A. Mulock Houwer                                             | Dr. C. Hofstede de Grootkade 11-13                                                                                         | 53° 13' 8" NB, 6° 33' 13" OL  | 0014/104547 | Zeevaartschool Vm. Zeevaartschool |
| Vm. Noord-Nederlandse Oliefabriek (EMG-gebouw) (Elevator Maatschappij Groningen)                                                           | 1909                                                                                           | G. Nijhuis                                                     | Eemskanaal 48 | 53° 13' 13" NB, 6° 35' 22" OL | 0014/106392 | Noord-Nederlandse Oliefabriek Vm. Noord-Nederlandse Oliefabriek (EMG-gebouw)(Elevator Maatschappij Groningen)                                                               |
| Boerderij van het Oldambtster type | 1830-1880 1912 (herb. voorhuis)                                                                |                                                                | Engelberterweg 19 | 53° 12' 45" NB, 6° 38' 36" OL | 0014/106320 | Upload foto |
| Kleine boerderij van het Oldambtster type                                                                                                  | kort voor of in 1887 1900-1950 (verb.) 1987 (herstel)                                          |                                                                | Engelberterweg 62 | 53° 12' 24" NB, 6° 38' 56" OL | 0014/106321 | Upload foto |
| Boerderij van het kop-romptype (Euvelgunnerheem)                                                                                           | 18e eeuw (schuur) ca. 1907 (herb. voorhuis) 1914 (tbc-huisje) 1920-1929 (bijschuur)            |                                                                | Euvelgunnerweg 27 | 53° 12' 45" NB, 6° 36' 16" OL | 0014/100962 | Boerderij van het kop-romptype(Euvelgunnerheem) |
| Vm. meelfabriek Friso met bovenwoning (Appartementen)                                                                                      | 1916                                                                                           | P.M.A. Huurman                                                 | Eendrachtskade NZ 7-7a | 53° 12' 52" NB, 6° 33' 18" OL | 0014/100943 | Meelfabriek Vm. meelfabriek Friso met bovenwoning(Appartementen) |
| Woningcomplex | 1955                                                                                           | D. Broos                                                       | Floresplein 32-50 Floresstraat 2                                                                                           | 53° 13' 55" NB, 6° 34' 4" OL  | 0014/104379 | Woningcomplex |
| Vm. Condensfabriek De Ommelanden (Onderdeel bedrijvenpark)                                                                                 | 1951-'53                                                                                       | Oom & Kuipers                                                  | Friesestraatweg 215-215c                                                                                                   | 53° 13' 51" NB, 6° 31' 57" OL | 0014/104392 | Condensfabriek Vm. Condensfabriek De Ommelanden(Onderdeel bedrijvenpark) |
| Flatgebouw (Westerflat) | 1952-'53                                                                                       | K.G. Olsmeijer                                                 | Friesestraatweg 252-346/1 Jan van Goyenstraat 1-3                                                                          | 53° 13' 4" NB, 6° 32' 39" OL  | 0014/104380 | Flatgebouw(Westerflat) |
| Verhoogde boerenplaats met omgrachting (Terrein van boerderij 't Hooihuis)                                                                 | mog. 12e eeuw                                                                                  |                                                                | Friesestraatweg 422 | 53° 14' 10" NB, 6° 30' 56" OL | 0014/106419 | Verhoogde boerenplaats met omgrachting(Terrein van boerderij 't Hooihuis)                                                                                                   |
| Boerderij ('t Hooihuis) | ca. 1610 (herb. hoofdschuur) ca. 1940 (woonhuis)                                               |                                                                | Friesestraatweg 422 | 53° 14' 11" NB, 6° 30' 57" OL | 0014/106322 | Boerderij('t Hooihuis) |
| Vm. verzorgingstehuis Eugeria (Begeleid wonen)                                                                                             | 1929-'30                                                                                       | M.G. Eelkema                                                   | Goeman Borgesiuslaan 40 | 53° 11' 38" NB, 6° 35' 8" OL  | 0014/100999 | Verzorgingstehuis Vm. verzorgingstehuis Eugeria(Begeleid wonen) |
| Woonhuis met garage | 1963                                                                                           | C.A. van Oven-Hansen                                           | Goeman Borgesiuslaan 157                                                                                                   | 53° 11' 31" NB, 6° 35' 22" OL | 0014/104360 | Woonhuis met garage |
| Woningbouwcomplex (Gorechtflat) | 1951-'53                                                                                       | F. Klein                                                       | Gorechtkade 1-1/30 Gorechtkade 3-3/4 Linnaeusplein 2                                                                       | 53° 13' 23" NB, 6° 34' 54" OL | 0014/104516 | Woningbouwcomplex(Gorechtflat) |
| Wijkgebouw Het Groene Kruis | 1937 1952 (uitbr.) 1962 (uitbr.)                                                               | J. Beckering Vinckers (1937) Oom & Kuipers (1952/1962)         | Gorechtkade 2-10 | 53° 13' 20" NB, 6° 34' 52" OL | 0014/104391 | Wijkgebouw Het Groene Kruis |
| Vm. kleuterschool De Zonnebloem (Nassauschool)                                                                                             | 1932                                                                                           | S.J. Bouma Johan Dijkstra (glas in lood)                       | Graaf Adolfstraat 73 | 53° 13' 17" NB, 6° 32' 41" OL | 0014/101002 | Kleuterschool Vm. kleuterschool De Zonnebloem(Nassauschool) |
| Randwoningen Blauwe Dorp | 1919-'20                                                                                       | J.A. Mulock Houwer                                             | Graspad 1-59 Heesterlaan 2-6 Heesterpoort 3-13/16-26 Lindenhof 5-15 Meidoornpad 2-52 Oliemuldersweg 36-62 Wingerdhoek 1-31 | 53° 13' 25" NB, 6° 35' 9" OL  | 0014/106405 | Meer afbeeldingen |
| Boerderij van het kop-romptype | 1937                                                                                           | Van Elmpt & Muller                                             | Groenesteinlaan 20 | 53° 12' 3" NB, 6° 35' 12" OL  | 0014/101012 | Meer afbeeldingen |
| Woningcomplex in ambachtelijk-traditionele stijl                                                                                           | ca. 1870                                                                                       |                                                                | Grote Leliestraat 12-12/7                                                                                                  | 53° 13' 18" NB, 6° 33' 33" OL | 0014/102157 | Woningcomplex in ambachtelijk-traditionele stijl |
| Sint Martinusgasthuis | 1892                                                                                           |                                                                | Grote Leliestraat 23-23/18                                                                                                 | 53° 13' 18" NB, 6° 33' 30" OL | 0014/102150 | Meer afbeeldingen |
| Pieternellagasthuis | 1872 uitbr. in 1878, ca. 1895 en 1935                                                          |                                                                | Grote Leliestraat 34/9-34/55                                                                                               | 53° 13' 16" NB, 6° 33' 31" OL | 0014/102160 | Meer afbeeldingen |
| Woongebouw onder twee zadeldakken | 1642 (nr. 17) 18e eeuw (nr. 19)                                                                |                                                                | Grote Rozenstraat 17-19 | 53° 13' 21" NB, 6° 33' 29" OL | 0014/106468 | Woongebouw onder twee zadeldakken |
| Vm. Botanisch Laboratorium (Ateliers, woningen en horeca)                                                                                  | 1899 1909 (uitbr.)                                                                             | J. van Lokhorst (1899) J.A.W. Vrijman (1909)                   | Grote Rozenstraat 31 | 53° 13' 20" NB, 6° 33' 26" OL | 0014/102182 | Botanisch Laboratorium Vm. Botanisch Laboratorium(Ateliers, woningen en horeca)                                                                                             |
| Vm. Kandelaarskerk (Multifunctioneel gebouw)                                                                                               | 1962-'63                                                                                       | P. van Loo & S. van der Mei                                    | Hamburgerstraat 13 | 53° 13' 60" NB, 6° 34' 34" OL | 0014/104518 | Kandelaarskerk Vm. Kandelaarskerk(Multifunctioneel gebouw) |
| Woonhuis met klokgevel | 18e eeuw (oorspr.) eind 19e eeuw (gevel)                                                       |                                                                | Havenstraat 26 | 53° 13' 16" NB, 6° 33' 28" OL | 0014/102240 | Woonhuis met klokgevel |
| Vm. Technische School Prins Bernhard (De Hamrik)                                                                                           | 1957 1961 (uitbr.)                                                                             | D. Broos (1957, 1961)                                          | Heinsiusstraat 1 | 53° 13' 50" NB, 6° 33' 31" OL | 0014/104343 | Technische school Vm. Technische School Prins Bernhard(De Hamrik) |
| Vm. Goede Herder Kerk (Christelijk Centrum Groningen)                                                                                      | 1955-'56                                                                                       | Egb. Reitsma & K. Sandburg                                     | Heinsiusstraat 2 Johan de Wittstraat 2                                                                                     | 53° 13' 47" NB, 6° 33' 32" OL | 0014/104354 | Noorderkerk Vm. Goede Herder Kerk(Christelijk Centrum Groningen) |
| Schakelstation Helperlinie | 1935                                                                                           | S.J. Bouma                                                     | Helperlinie 1 | 53° 12' 4" NB, 6° 34' 42" OL  | 0014/106393 | Meer afbeeldingen |
| Finse scholen | 1950                                                                                           | Gebr. Laurentius                                               | Helper Westsingel 96 Helper Westsingel 98                                                                                  | 53° 12' 3" NB, 6° 34' 19" OL  | 0014/104344 | Finse scholen |
| Herewegviaduct (Bouma-delen) | ca. 1868 (oorspr.) 1926 (verb.)                                                                | S.J. Bouma (1926) Willem Valk (beeldhouwwerk)                  | bij Hereweg 5 | 53° 12' 39" NB, 6° 34' 17" OL | 0014/104570 | Meer afbeeldingen |
| Winkelwoningcomplex in Interbellumstijl | 1924                                                                                           | Joh. Prummel                                                   | Hereweg 57 | 53° 12' 32" NB, 6° 34' 19" OL | 0014/101074 | Winkelwoningcomplex in Interbellumstijl |
| Dubbel woonhuis in eclectische stijl | ca. 1885                                                                                       |                                                                | Hereweg 59-61 | 53° 12' 31" NB, 6° 34' 20" OL | 0014/101075 | Dubbel woonhuis Dubbel woonhuis in eclectische stijl |
| Herenhuis in eclectische stijl | ca. 1890 1897 (uitbr.)                                                                         |                                                                | Hereweg 68 | 53° 12' 32" NB, 6° 34' 22" OL | 0014/101089 | Herenhuis in eclectische stijl |
| Herenhuis in eclectische stijl | ca. 1885 1934 (verb.)                                                                          |                                                                | Hereweg 77 | 53° 12' 28" NB, 6° 34' 21" OL | 0014/101076 | Herenhuis in eclectische stijl |
| Urinoir | 1955                                                                                           | Fa. S. Denker                                                  | bij Hereweg 87 | 53° 12' 25" NB, 6° 34' 23" OL | 0014/104528 | Urinoir Urinoir |
| Dubbel woonhuis in eclectische stijl met Jugendstil-elementen                                                                              | ca. 1890 1909 (verb.)                                                                          | K.H. Holthuis (1909)                                           | Hereweg 88-90 | 53° 12' 29" NB, 6° 34' 23" OL | 0014/101092 | Dubbel woonhuis in eclectische stijl met Jugendstil-elementen |
| Kapel R.K. Kerkhof | 1879 1923 (uitbr.)                                                                             | P.J.H. Cuypers                                                 | Hereweg 89 | 53° 12' 14" NB, 6° 34' 24" OL | 0014/106394 | Kapel Kapel R.K. Kerkhof |
| Helperlinie | vanaf 1695                                                                                     | Menno van Coehoorn                                             | bij Hereweg 89-91 bij Hereweg 103-111                                                                                      | 53° 12' 13" NB, 6° 34' 25" OL | 0014/106422 | Meer afbeeldingen |
| Woonhuis in ambachtelijk-traditionele stijl                                                                                                | 1868                                                                                           |                                                                | Hereweg 92 | 53° 12' 28" NB, 6° 34' 24" OL | 0014/101093 | Woonhuis in ambachtelijk-traditionele stijl Woonhuis in ambachtelijk-traditionele stijl                                                                                     |
| Woonhuis in eclectische stijl | 1895                                                                                           |                                                                | Hereweg 108 | 53° 12' 25" NB, 6° 34' 25" OL | 0014/101096 | Woonhuis in eclectische stijl Woonhuis in eclectische stijl |
| Woonhuis in eclectische stijl met neo-maniëristische elementen                                                                             | 1894                                                                                           |                                                                | Hereweg 110 | 53° 12' 25" NB, 6° 34' 25" OL | 0014/101097 | Woonhuis in eclectische stijl Woonhuis in eclectische stijl met neo-maniëristische elementen                                                                                |
| Vm. marechausseekantoor (Kantoorpand) | 1934                                                                                           | H. Hoekstra                                                    | Hereweg 111 | 53° 12' 7" NB, 6° 34' 35" OL  | 0014/106343 | Marechauseekantoor Vm. marechausseekantoor(Kantoorpand) |
| Woonhuis in eclectische stijl met neorenaissance-elementen                                                                                 | 1891-'92                                                                                       |                                                                | Hereweg 112 | 53° 12' 25" NB, 6° 34' 25" OL | 0014/101098 | Woonhuis in eclectische stijl Woonhuis in eclectische stijl met neorenaissance-elementen                                                                                    |
| Vm. herenhuis in Hollandse neorenaissancestijl                                                                                             | 1913                                                                                           | J. Kuiler                                                      | Hereweg 114 | 53° 12' 24" NB, 6° 34' 26" OL | 0014/101099 | Herenhuis in Hollandse neorenaissancestijl Vm. herenhuis in Hollandse neorenaissancestijl                                                                                   |
| Woonhuis in ambachtelijk-traditionele stijl                                                                                                | 1875 1890 (verb.)                                                                              | G. Nijhuis (1890)                                              | Hereweg 116 | 53° 12' 24" NB, 6° 34' 26" OL | 0014/101100 | Woonhuis in ambachtelijk-traditionele stijl |
| Herenhuis in Overgangsstijl met Berlagiaanse elementen                                                                                     | 1914                                                                                           | G. Nijhuis                                                     | Hereweg 118 | 53° 12' 24" NB, 6° 34' 26" OL | 0014/101101 | Meer afbeeldingen |
| Sterrebos | 1765 1882-'83 (uitbr.) 1928 (muziekkoepel)                                                     | J.C. Becker (1765) L.P. Zocher (1882-'83) S.J. Bouma (1928)    | Hereweg 122/2 Kempkensberg 1                                                                                               | 53° 12' 17" NB, 6° 34' 37" OL | 0014/106545 | Meer afbeeldingen |
| Winkelwoningcomplex in expressionistische Interbellumstijl                                                                                 | 1932                                                                                           | A.J. Feberwee                                                  | Heymanslaan 28-28a Tellegenstraat 18-18/1                                                                                  | 53° 13' 48" NB, 6° 34' 20" OL | 0014/106395 | Winkelwoningcomplex in expressionistische Interbellumstijl |
| Vm. gemeentehuis Hoogkerk (Kantoor/praktijkruimte)                                                                                         | 1903 1916 (uitbr.)                                                                             | J.S. Huizingh (1903, 1916)                                     | Hoendiep 208 | 53° 12' 58" NB, 6° 30' 4" OL  | 0014/101127 | Gemeentehuis Vm. gemeentehuis Hoogkerk(Kantoor/praktijkruimte) |
| Woonhuis met tuitgevel (met nr. 13) | na ca. 1830                                                                                    |                                                                | Hoendiepskade 12 | 53° 12' 56" NB, 6° 33' 19" OL | 0014/106304 | Meer afbeeldingen |
| Woonhuis met tuitgevel (met nr. 12) | na ca. 1830                                                                                    |                                                                | Hoendiepskade 13 | 53° 12' 56" NB, 6° 33' 19" OL | 0014/106306 | Meer afbeeldingen |
| Vm. Christelijke Industrie- en Huishoudschool Prinses Juliana (Kantoorpand)                                                                | 1932-'33 1952 (uitbr.) 1962 (uitbr) 1999 (rest.)                                               | Kuiler & Drewes (1932-'33, 1952) D. Broos (1962)               | Hoendiepskade 23-24 | 53° 12' 56" NB, 6° 33' 19" OL | 0014/101141 | Huishoudschool Vm. Christelijke Industrie- en Huishoudschool Prinses Juliana(Kantoorpand)                                                                                   |
| Woonhuis met garage | 1960                                                                                           | K.M.H. Bulder                                                  | Hondsruglaan 16 | 53° 11' 28" NB, 6° 35' 17" OL | 0014/104363 | Woonhuis met garage |
| Pastorie Dorkwerd | ca. 1829                                                                                       |                                                                | Hoogeweg 2 | 53° 15' 2" NB, 6° 30' 46" OL  | 0014/106397 | Pastorie Dorkwerd |
| Boerderij van het Oldambtster type | 1632 (gebinten)                                                                                |                                                                | Hoogeweg 13 | 53° 14' 43" NB, 6° 31' 19" OL | 0014/106323 | Boerderij van het Oldambtster type |
| Vm. Commerciële School (Noorderpoortcollege)                                                                                               | 1967-'69                                                                                       | J. Bijlefeld                                                   | Hora Siccamasingel 177 | 53° 11' 52" NB, 6° 34' 21" OL | 0014/104345 | Commerciële school Vm. Commerciële School(Noorderpoortcollege) |
| San Salvatorkerk | 1951/1962                                                                                      | C. Pouderoyen                                                  | Hora Siccamasingel 202 Van Starkenborghstraat 1                                                                            | 53° 11' 52" NB, 6° 34' 31" OL | 0014/104358 | Meer afbeeldingen |
| Vm. Jan Evert Scholtenschool / kleuterschool De Anjelier (Buitenschoolse opvang)                                                           | 1956                                                                                           | J.H.M. Wilhelm                                                 | Huygensstraat 2 | 53° 12' 20" NB, 6° 33' 37" OL | 0014/104346 | Meer afbeeldingen |
| Selwerderhof | 1939 (terrein) 1946 (uitbr. terrein) 1949-'51 (kleine aula) 1963-'64 (grote aula)              | L.W. Copijn (1939) J. Vroom jr. (1946) J.H.M. Wilhelm (aula's) | Iepenlaan 204 | 53° 14' 28" NB, 6° 32' 57" OL | 0014/104352 | Selwerderhof Selwerderhof |
| Winkelcentrum Kostverloren | 1956-'57                                                                                       | K.G. Olsmeijer                                                 | Jacob van Ruysdaelstraat 2-30 Frans van Mierisstraat 61 Rembrandt van Rijnstraat 70 ab-ac                                  | 53° 12' 56" NB, 6° 32' 39" OL | 0014/104410 | Winkelcentrum Kostverloren |
| Vm. lagere school (Van Starkenborgh- en Scheepstraschool) (Woningen)                                                                       | 1925-'27 2002 (rest.)                                                                          | S.J. Bouma Willem Valk (beeldhouwwerk)                         | Jan Hissink Jansenstraat 17-19c                                                                                            | 53° 13' 34" NB, 6° 34' 34" OL | 0014/101174 | Lagere school Vm. lagere school (Van Starkenborgh- en Scheepstraschool)(Woningen)                                                                                           |
| Portieketagewoningen | 1939-'40                                                                                       | Kuiler & Drewes                                                | J.C. Kapteynlaan 20-38a C.H. Petersstraat 4-10 Petrus Driessenstraat 7-9a                                                  | 53° 13' 42" NB, 6° 34' 9" OL  | 0014/101172 | Portieketagewoningen |
| Bungalow met garage (De Kamp) | 1954-'55                                                                                       | E. van Linge A. van Linge                                      | Kamplaan 1 | 53° 11' 20" NB, 6° 35' 10" OL | 0014/104364 | Bungalow met garage(De Kamp) |
| Woonhuis met garage | 1955-'56                                                                                       | J. Rebel                                                       | Kamplaan 30 | 53° 11' 26" NB, 6° 35' 26" OL | 0014/104365 | Woonhuis met garage |
| Boerderij van het kop-hals-romptype met voorhuis in eclectische stijl                                                                      | 1675-1725 1874 (voorhuis)                                                                      |                                                                | Kerkstraat 78 | 53° 13' 6" NB, 6° 30' 0" OL   | 0014/101203 | Boerderij van het kop-hals-romptype met voorhuis in eclectische stijl |
| Vm. Ligthartschool (Kinderdagverblijf) | 1929-'31 2003 (rest.)                                                                          | S.J. Bouma                                                     | Klaprooslaan 13b | 53° 13' 32" NB, 6° 34' 55" OL | 0014/101501 | Ligthartschool Vm. Ligthartschool(Kinderdagverblijf) |
| Woonhuis van drie bouwlagen onder plat dak                                                                                                 | 17e eeuw (oorspr.)                                                                             |                                                                | Kleine Leliestraat 5 | 53° 13' 21" NB, 6° 33' 39" OL | 0014/102445 | Woonhuis van drie bouwlagen onder plat dak |
| Woonhuis van één bouwlaag onder zadeldak                                                                                                   | voor 1730 (oorspr.) 19e eeuw (verb.) 1999 (verb.)                                              |                                                                | Kleine Leliestraat 12 | 53° 13' 19" NB, 6° 33' 37" OL | 0014/102453 | Woonhuis van één bouwlaag onder zadeldak |
| Woonhuis in Um 1800-stijl | 1915                                                                                           | Kool & Wildeboer                                               | Kraneweg 15 | 53° 13' 5" NB, 6° 33' 14" OL  | 0014/101237 | Woonhuis in Um 1800-stijl |
| Woonhuis in eclectische stijl | 1885                                                                                           |                                                                | Kruitgracht 13 | 53° 13' 16" NB, 6° 34' 22" OL | 0014/103619 | Woonhuis in eclectische stijl |
| Portieketageflat (Laan van de Vredeflat)                                                                                                   | 1957                                                                                           | F. Klein                                                       | Laan van de Vrede 16-24 Laan van de Vrede 23-31                                                                            | 53° 12' 7" NB, 6° 33' 39" OL  | 0014/104366 | Portieketageflat(Laan van de Vredeflat) |
| Vm. pakhuis Waterborg (Bedrijfspand) | 1923                                                                                           | Kazemier & Tonkens                                             | Lage der A 2-2/11 | 53° 13' 1" NB, 6° 33' 32" OL  | 0014/102496 | Pakhuis Vm. pakhuis Waterborg(Bedrijfspand) |
| Vm. pakhuiscomplex Friesland / De Vooruitgang (Woonruimte)                                                                                 | 1876 (nr. 6-7 1)                                                                               |                                                                | Lage der A 5-7/1 | 53° 13' 2" NB, 6° 33' 32" OL  | 0014/102488 | Meer afbeeldingen |
| Woonhuis in eclectische stijl | ca. 1880 (oorspr.)                                                                             |                                                                | Lage der A 25/1 | 53° 13' 6" NB, 6° 33' 29" OL  | 0014/102491 | Woonhuis in eclectische stijl |
| Woonhuis met tuitgevel | 1575-1600 (oorspr.) 1700-1750 (verb.) 1922 (gevel) 1947 (verb.)                                |                                                                | Lage der A 32 | 53° 13' 7" NB, 6° 33' 27" OL  | 0014/102506 | Woonhuis met tuitgevel |
| Vm. bedrijfspand met bovenwoningen in neorenaissancestijl (Woonhuis)                                                                       | 1896 1935 (verb.) 2002 (herst.)                                                                |                                                                | Lage der A 33 Verlengde Visserstraat 2                                                                                     | 53° 13' 7" NB, 6° 33' 27" OL  | 0014/102493 | Bedrijfspand Vm. bedrijfspand met bovenwoningen in neorenaissancestijl(Woonhuis)                                                                                            |
| Woonhuis met lijstgevel | 1600-1650 (oorspr.) 19e eeuw (gevel) 1986-'87 (verb.)                                          |                                                                | Lage der A 35 | 53° 13' 7" NB, 6° 33' 26" OL  | 0014/102494 | Woonhuis met lijstgevel |
| Magnalia Deï-kerk (Vm. Mariakerk) | 1958-'60                                                                                       | C.H. Bekink                                                    | Landsteinerlaan 2 | 53° 11' 53" NB, 6° 33' 21" OL | 0014/104355 | Meer afbeeldingen |
| Boerderij van het Oldambtster type met voorhuis in eclectische stijl                                                                       | ca. 1886 (herb.) 1916 (bijschuur, verb.)                                                       |                                                                | Leegeweg 2 | 53° 13' 42" NB, 6° 31' 7" OL  | 0014/106344 | Boerderij van het Oldambtster type met voorhuis in eclectische stijl |
| Twee verhoogde woonplaatsen | late middeleeuwen                                                                              |                                                                | Leegeweg 6 | 53° 13' 34" NB, 6° 30' 3" OL  | 0014/106428 | Verhoogde woonplaatsen Twee verhoogde woonplaatsen |
| Huiswierde | 13e/14e eeuw                                                                                   |                                                                | Leegeweg 36 | 53° 13' 47" NB, 6° 29' 28" OL | 0014/106429 | Meer afbeeldingen |
| Terrein Kerk van Leegkerk en kerkhof | late middeleeuwen                                                                              |                                                                | Leegeweg 38 | 53° 13' 48" NB, 6° 29' 26" OL | 0014/106430 | Terrein Kerk van Leegkerk en kerkhof |
| Verhoogde woonplaats met dubbele omgrachting (Terrein van vm. pastorie Leegkerk)                                                           | middeleeuwen                                                                                   |                                                                | Leegeweg 41 | 53° 13' 50" NB, 6° 29' 25" OL | 0014/106431 | Verhoogde woonplaats met dubbele omgrachting(Terrein van vm. pastorie Leegkerk)                                                                                             |
| Boerderij van het kop-hals-romptype (Pastorieboerderij)                                                                                    | verm. kort voor 1863 (herb.) 1922 (voorhuis) 1985-1995 (verb.)                                 |                                                                | Leegeweg 41 | 53° 13' 50" NB, 6° 29' 26" OL | 0014/106325 | Boerderij van het kop-hals-romptype(Pastorieboerderij) |
| Boerderij van het kop-hals-romptype | 1902 (voorhuis, hals) 1916 (hoofdschuur)                                                       |                                                                | Leegeweg 42 | 53° 13' 49" NB, 6° 29' 6" OL  | 0014/106326 | Boerderij van het kop-hals-romptype |
| Woonhuis met lijstgevel | 1625-1650 1800-1850 (gevel)                                                                    |                                                                | Marktstraat 15 | 53° 13' 21" NB, 6° 33' 48" OL | 0014/102527 | Woonhuis met lijstgevel |
| Vm. klooster Mariënholm (Asielzoekersopvang, studentenhuisvesting)                                                                         | 1957-'58                                                                                       | J. Mol                                                         | Merwedestraat 43 | 53° 12' 25" NB, 6° 34' 1" OL  | 0014/104356 | Marienholm Vm. klooster Mariënholm(Asielzoekersopvang, studentenhuisvesting)                                                                                                |
| Vm. R.K. Huishoudschool (Vrije School) | 1956-'57 1969-'70 (uitbr.)                                                                     | J. Mol (1956-'57) H.J. van Wissen (1969-'70)                   | Merwedestraat 45 | 53° 12' 23" NB, 6° 34' 0" OL  | 0014/104347 | Huishoudschool Vm. R.K. Huishoudschool(Vrije School) |
| Woningbouwcomplex (Vier woonblokken) | 1953-'55                                                                                       | Van Wijk & Broos                                               | Merwedestraat 55-125 Merwedestraat 58-96 Scheldestraat 1-63 Scheldestraat 2-72                                             | 53° 12' 19" NB, 6° 34' 3" OL  | 0014/104367 | Woningbouwcomplex(Vier woonblokken) |
| Boerderij van het kop-romptype met dwarshuis en stookhut                                                                                   | 1775-1825 (oorspr.) 1830-1899 ca. 1924 (verb.)                                                 |                                                                | Middelberterweg 6 | 53° 13' 32" NB, 6° 37' 50" OL | 0014/106327 | Upload foto |
| Boerderij | 1830-1872 voor 1890 (verb.) voor 1929 (verb. voorhuis) 1956 (verb.)                            |                                                                | Middelberterweg 11 | 53° 13' 22" NB, 6° 38' 11" OL | 0014/106328 | Upload foto |
| Boerderij van het Oldambtster type | 1884-1895 1964 (verb.) 2006 (verb.)                                                            |                                                                | Middelberterweg 32 | 53° 13' 19" NB, 6° 38' 8" OL  | 0014/106329 | Boerderij van het Oldambtster type |
| Vm. winkelpand met bovenwoning in Amsterdamse School-stijl (Praktijk met woonruimte)                                                       | 1924-'25                                                                                       | M.G. Eelkema                                                   | Moddermanlaan 9-9a De Sitterstraat 35                                                                                      | 53° 11' 44" NB, 6° 34' 48" OL | 0014/101296 | Winkelpand Vm. winkelpand met bovenwoning in Amsterdamse School-stijl(Praktijk met woonruimte)                                                                              |
| Vm. R.K. Zusterhuis | 1919                                                                                           | A.Th. van Elmpt                                                | Moesstraat 20 | 53° 13' 37" NB, 6° 33' 19" OL | 0014/101308 | R.K. Zusterhuis Vm. R.K. Zusterhuis |
| Vm. café met slijterij en woning (Woning)                                                                                                  | 1932                                                                                           | A.J. Feberwee                                                  | Moesstraat 39-39d | 53° 13' 40" NB, 6° 33' 20" OL | 0014/101303 | Café Vm. café met slijterij en woning(Woning) |
| Kleine boerderij (molenaarswoning) | 18e eeuw (oorspr.)                                                                             |                                                                | Molenstreek 2 | 53° 14' 35" NB, 6° 34' 5" OL  | 0014/101312 | Kleine boerderij (molenaarswoning) |
| Woonhuizen in Amsterdamse School-stijl (middenstandswoningen)                                                                              | 1927                                                                                           | D. Smit jr. & J. Smit                                          | Nassaulaan 23-29 | 53° 13' 18" NB, 6° 32' 59" OL | 0014/101317 | Woonhuizen in Amsterdamse School-stijl (middenstandswoningen) |
| Woonhuis in classicistische stijl | ca. 1870                                                                                       |                                                                | Nieuwe Boteringestraat 29-29a                                                                                              | 53° 13' 26" NB, 6° 33' 36" OL | 0014/102594 | Woonhuis in classicistische stijl |
| Woonhuis in eclectische stijl | ca. 1870                                                                                       |                                                                | Nieuwe Boteringestraat 42                                                                                                  | 53° 13' 24" NB, 6° 33' 36" OL | 0014/102615 | Woonhuis in eclectische stijl |
| Woonhuis in neoclassicistische stijl | ca. 1887                                                                                       |                                                                | Nieuwe Boteringestraat 60-60/1                                                                                             | 53° 13' 26" NB, 6° 33' 34" OL | 0014/102622 | Woonhuis in neoclassicistische stijl |
| Winkelwoningcomplex (Ebbingeflat) | 1952-'54 1974 (verb.)                                                                          | Kuiler & Drewes                                                | Nieuwe Ebbingestraat 1-1p                                                                                                  | 53° 13' 21" NB, 6° 33' 54" OL | 0014/104383 | Winkelwoningcomplex(Ebbingeflat) |
| Vm. woonhuis (Bedrijfspand met woonruimte)                                                                                                 | 17e eeuw (oorspr.) 1800-1850 (gevel) 1875-1900 (verb.) 1916 (omlijsting pui)                   |                                                                | Nieuwe Ebbingestraat 4 | 53° 13' 20" NB, 6° 33' 53" OL | 0014/102674 | Woonhuis Vm. woonhuis(Bedrijfspand met woonruimte) |
| Vm. woonhuis (Bedrijfspand met woonruimte)                                                                                                 | 1600-1650 1700-1850 (gevel) 1935 (pui)                                                         |                                                                | Nieuwe Ebbingestraat 6 | 53° 13' 21" NB, 6° 33' 53" OL | 0014/102675 | Woonhuis Vm. woonhuis(Bedrijfspand met woonruimte) |
| Vm. woonhuis (Bedrijfspand met woonruimte)                                                                                                 | 17e eeuw 1875-1900 (verb.) 1954 (verb.) ca. 1995 (pui)                                         |                                                                | Nieuwe Ebbingestraat 18 | 53° 13' 22" NB, 6° 33' 52" OL | 0014/102677 | Woonhuis Vm. woonhuis(Bedrijfspand met woonruimte) |
| Vm. woonhuis (Winkelpand met woonruimte)                                                                                                   | begin 17e eeuw 1700-1825 (verb.) 1923 (verb., pui)                                             | Nijhuis & Reker (1923)                                         | Nieuwe Ebbingestraat 22 Marktstraat 1-1d                                                                                   | 53° 13' 22" NB, 6° 33' 51" OL | 0014/102678 | Woonhuis Vm. woonhuis(Winkelpand met woonruimte) |
| Vm. woonhuis met Chaletstijl-kenmerken (Bedrijfspand met woonruimte)                                                                       | eind 18e/vroege 19e eeuw eind 19e eeuw (verb.)                                                 |                                                                | Nieuwe Ebbingestraat 41-41a                                                                                                | 53° 13' 25" NB, 6° 33' 49" OL | 0014/102639 | Woonhuis Vm. woonhuis met Chaletstijl-kenmerken(Bedrijfspand met woonruimte)                                                                                                |
| Vm. herenhuis met pakhuis (Bedrijfspand met woonruimte)                                                                                    | ca. 1885 1933 (uitbr.) 1965 (verb.)                                                            |                                                                | Nieuwe Ebbingestraat 42-42/1                                                                                               | 53° 13' 25" NB, 6° 33' 48" OL | 0014/102685 | Herenhuis met pakhuis Vm. herenhuis met pakhuis(Bedrijfspand met woonruimte)                                                                                                |
| Vm. woonhuis in eclectische stijl (Bedrijfspand met woonruimte)                                                                            | ca. 1885 (verb.) 1924 (verb./pui)                                                              | A.Th. van Elmpt (1924)                                         | Nieuwe Ebbingestraat 67 Pijpstraat 2-2a                                                                                    | 53° 13' 28" NB, 6° 33' 47" OL | 0014/102648 | Woonhuis in eclectische stijl Vm. woonhuis in eclectische stijl(Bedrijfspand met woonruimte)                                                                                |
| Vm. herenhuis in eclectische stijl (Bedrijfspand met woonruimte)                                                                           | ca. 1885                                                                                       |                                                                | Nieuwe Ebbingestraat 71-71a                                                                                                | 53° 13' 28" NB, 6° 33' 46" OL | 0014/102649 | Herenhuis in eclectische stijl Vm. herenhuis in eclectische stijl(Bedrijfspand met woonruimte)                                                                              |
| Bedrijfspand met bovenwoningen in Um 1800-stijl met klassieke elementen                                                                    | 1913                                                                                           | J. Kuiler Y. van der Veen                                      | Nieuwe Ebbingestraat 73-75                                                                                                 | 53° 13' 29" NB, 6° 33' 46" OL | 0014/106400 | Bedrijfspand met bovenwoningen in Um 1800-stijl met klassieke elementen |
| Vm. woonhuis met kantoor in eclectische stijl (Kamerverhuur)                                                                               | 1891                                                                                           |                                                                | Nieuwe Ebbingestraat 107-107a                                                                                              | 53° 13' 32" NB, 6° 33' 42" OL | 0014/102659 | Woonhuis met kantoor Vm. woonhuis met kantoor in eclectische stijl(Kamerverhuur)                                                                                            |
| Vm. Ambachtsschool in neorenaissance-stijl                                                                                                 | 1893                                                                                           |                                                                | Nieuwe Kijk in 't Jatstraat 3 Guyotplein 4                                                                                 | 53° 13' 17" NB, 6° 33' 38" OL | 0014/102715 | Ambachtsschool Vm. Ambachtsschool in neorenaissance-stijl |
| Woonhuis in ambachtelijk-traditionele stijl                                                                                                | ca. 1885                                                                                       |                                                                | Nieuwe Kijk in 't Jatstraat 6                                                                                              | 53° 13' 16" NB, 6° 33' 37" OL | 0014/102738 | Woonhuis in ambachtelijk-traditionele stijl |
| Woonhuis van één bouwlaag onder zadeldak                                                                                                   | mog. late 17e eeuw 1985 (rest.)                                                                |                                                                | Nieuwe Kijk in 't Jatstraat 11                                                                                             | 53° 13' 18" NB, 6° 33' 37" OL | 0014/102717 | Woonhuis van één bouwlaag onder zadeldak |
| Woonhuis van één bouwlaag onder zadeldak (hoekpand)                                                                                        | 17e eeuw (oorspr.)                                                                             |                                                                | Nieuwe Kijk in 't Jatstraat 23                                                                                             | 53° 13' 19" NB, 6° 33' 36" OL | 0014/102721 | Meer afbeeldingen |
| Vm. woonhuis in ambachtelijk-traditionele stijl (Onderdeel universiteit)                                                                   | 1860                                                                                           |                                                                | Nieuwe Kijk in 't Jatstraat 66                                                                                             | 53° 13' 22" NB, 6° 33' 32" OL | 0014/102746 | Woonhuis in ambachtelijk-traditionele stijl Vm. woonhuis in ambachtelijk-traditionele stijl(Onderdeel universiteit)                                                         |
| Vm. woonhuis in ambachtelijk-traditionele stijl (Onderdeel universiteit)                                                                   | ca. 1860                                                                                       |                                                                | Nieuwe Kijk in 't Jatstraat 68                                                                                             | 53° 13' 22" NB, 6° 33' 32" OL | 0014/102747 | Woonhuis in ambachtelijk-traditionele stijl Vm. woonhuis in ambachtelijk-traditionele stijl(Onderdeel universiteit)                                                         |
| Vm. woonhuis in ambachtelijk-traditionele stijl (Onderdeel universiteit)                                                                   | 17e eeuw (oorspr.) 18e eeuw (gevel)                                                            |                                                                | Nieuwe Kijk in 't Jatstraat 70                                                                                             | 53° 13' 23" NB, 6° 33' 32" OL | 0014/103950 | Woonhuis in ambachtelijk-traditionele stijl Vm. woonhuis in ambachtelijk-traditionele stijl(Onderdeel universiteit)                                                         |
| Boerderij van het kop-romptype in eclectische stijl                                                                                        | 1877                                                                                           |                                                                | Noodweg 4 | 53° 13' 53" NB, 6° 29' 58" OL | 0014/101337 | Upload foto |
| Verhoogde boerderijplaats met omgrachting                                                                                                  |                                                                                                |                                                                | Noorddijkerweg 1 | 53° 14' 49" NB, 6° 36' 58" OL | 0014/106437 | Verhoogde boerderijplaats met omgrachting |
| Verhoogde boerderijplaats met omgrachting                                                                                                  |                                                                                                |                                                                | Noorddijkerweg 3 | 53° 14' 46" NB, 6° 37' 5" OL  | 0014/106438 | Verhoogde boerderijplaats met omgrachting |
| Boerderij van het kop-romptype (Kerkenheem)                                                                                                | 1830-1838 (herb.) 1936 (voorhuis)                                                              | J.H. van der Molen (1936)                                      | Noorddijkerweg 12 | 53° 14' 41" NB, 6° 37' 39" OL | 0014/106330 | Boerderij van het kop-romptype(Kerkenheem) |
| Verhoogde plaats van de weem van de Kerk van Noorddijk                                                                                     | middeleeuwen 1905 (pastorie)                                                                   |                                                                | Noorddijkerweg 15 | 53° 14' 41" NB, 6° 37' 34" OL | 0014/106439 | Verhoogde plaats van de weem van de Kerk van Noorddijk |
| Kleine boerderij van het Oldambtster type                                                                                                  | ca. 1905 (herb.)                                                                               |                                                                | Noorddijkerweg 18 | 53° 14' 38" NB, 6° 37' 40" OL | 0014/106331 | Kleine boerderij van het Oldambtster type |
| Boerderij van het Oldambtster type (Wijkpost)                                                                                              | verm. 1860-1880 1970-1979 (verb.)                                                              |                                                                | Noorddijkerweg 29 | 53° 14' 16" NB, 6° 37' 52" OL | 0014/101339 | Boerderij van het Oldambtster type(Wijkpost) |
| Boerderij van het kop-hals-romptype (Vm. Martini-manege)                                                                                   | 1793 (deel voorhuis) 1867 (huidige vorm)                                                       |                                                                | Noorddijkerweg 31 | 53° 14' 9" NB, 6° 37' 53" OL  | 0014/101340 | Boerderij van het kop-hals-romptype(Vm. Martini-manege) |
| Verhoogde boerderijplaats (Terrein van boerderij De Rollen)                                                                                | 1650 of eerder 1756 (voorhuis boerderij)                                                       |                                                                | Noorddijkerweg 32 | 53° 14' 7" NB, 6° 38' 1" OL   | 0014/106440 | Verhoogde boerderijplaats(Terrein van boerderij De Rollen) |
| Woonhuis (langgerekt diephuis) | 17e eeuw (voorhuis) 18e eeuw (achterhuis)                                                      |                                                                | Noorderhaven 3 | 53° 13' 15" NB, 6° 33' 37" OL | 0014/102797 | Meer afbeeldingen |
| Woonhuis in neorenaissancestijl | ca. 1895                                                                                       |                                                                | Noorderhaven 9-9/1 | 53° 13' 15" NB, 6° 33' 36" OL | 0014/102800 | Meer afbeeldingen |
| Vm. pakhuis Engeland (Appartementen) | 1854 (nr. 19) 1925 (nr. 21) (graansilo) 1996 (verb.)                                           | M.G. Eelkema (1925)                                            | Noorderhaven 19-19/8 Noorderhaven 21                                                                                       | 53° 13' 14" NB, 6° 33' 34" OL | 0014/102804 | Pakhuis Vm. pakhuis Engeland(Appartementen) |
| Woonhuis van één bouwlaag onder zadeldak (hoekpand)                                                                                        | 1650-1725 (oorspr.)                                                                            |                                                                | Noorderhaven 35 | 53° 13' 13" NB, 6° 33' 30" OL | 0014/102808 | Woonhuis van één bouwlaag onder zadeldak (hoekpand) |
| Bedrijfspand met bovenwoning in neorenaissancestijl                                                                                        | 1899 (oorspr.)                                                                                 |                                                                | Noorderhaven 41 | 53° 13' 13" NB, 6° 33' 29" OL | 0014/102810 | Bedrijfspand met bovenwoning in neorenaissancestijl |
| Herenhuis in Interbellumstijl met Amsterdamse School-elementen                                                                             | 1920                                                                                           | R. Reitsma                                                     | Noorderstationsstraat 42-42a                                                                                               | 53° 13' 44" NB, 6° 33' 31" OL | 0014/101357 | Herenhuis in Interbellumstijl met Amsterdamse School-elementen |
| Bejaardenwoningen en vm. wijkgebouw Groene Kruis                                                                                           | 1954-'55                                                                                       | G.H. de Kiviet                                                 | Olgerweg 52-82 | 53° 12' 53" NB, 6° 38' 27" OL | 0014/104524 | Bejaardenwoningen en vm. wijkgebouw Groene Kruis |
| Woonhuis in eclectische stijl | 1880 1893 (uitbr.)                                                                             | K. en H. Hoekzema                                              | Oliemulderstraat 6-6/1 | 53° 12' 43" NB, 6° 34' 33" OL | 0014/101364 | Woonhuis in eclectische stijl |
| Vm. Groen van Prinstererschool (Denksportcentrum)                                                                                          | 1932 1996 (rest.)                                                                              | Van Wijk & Broos                                               | Oliemuldersweg 43 | 53° 13' 24" NB, 6° 35' 21" OL | 0014/101365 | Groen van Prinstererschool Vm. Groen van Prinstererschool(Denksportcentrum)                                                                                                 |
| Brugwachtershuisje Oliemuldersbrug | 1935 (oorspr.) 2005 (herb.)                                                                    | verm. S.J. Bouma                                               | bij Oosterhamrikkade ZZ 135                                                                                                | 53° 13' 54" NB, 6° 34' 51" OL | 0014/106762 | Brugwachtershuisje Oliemuldersbrug |
| Woonhuis in eclectische stijl (schipperswoning)                                                                                            | ca. 1880                                                                                       |                                                                | Oosterhavenstraat 7 | 53° 13' 3" NB, 6° 34' 39" OL  | 0014/102842 | Woonhuis in eclectische stijl (schipperswoning) |
| Vm. kantoor Graanhandel Elevator Mij (Bedrijfspand)                                                                                        | 1953                                                                                           | A. Grit                                                        | Oosterkade 1 | 53° 12' 59" NB, 6° 34' 34" OL | 0014/104404 | Kantoor Vm. kantoor Graanhandel Elevator Mij(Bedrijfspand) |
| Vm. lagere school (Poortershoes) | 1881                                                                                           | J.G. van Beusekom                                              | Oosterweg 13 | 53° 12' 44" NB, 6° 34' 29" OL | 0014/101372 | Lagere school Vm. lagere school(Poortershoes) |
| Woonhuis (moeskerswoning) | 1868                                                                                           |                                                                | Oosterweg 56 | 53° 12' 41" NB, 6° 34' 33" OL | 0014/101378 | Woonhuis (moeskerswoning) |
| Vijf herenhuizen in Jugendstil | 1905-'07                                                                                       | P. van de Wint                                                 | Oosterhaven 2-6 | 53° 12' 58" NB, 6° 34' 45" OL | 0014/101370 | Herenhuizen Vijf herenhuizen in Jugendstil |
| Dubbele villa in Interbellumstijl met Amsterdamse School-elementen                                                                         | 1925                                                                                           | M.B. Bruins                                                    | Oranjesingel 5-6 | 53° 13' 13" NB, 6° 33' 10" OL | 0014/101389 | Dubbele villa in Interbellumstijl met Amsterdamse School-elementen |
| Villa in Overgangsstijl | 1909                                                                                           | K. en G. Hoekzema                                              | Oranjestraat 1 | 53° 13' 21" NB, 6° 33' 9" OL  | 0014/101392 | Villa in Overgangsstijl |
| Appartementencomplex | 1952-'54                                                                                       | F. Klein                                                       | Ossenmarkt 1 Nieuwe Boteringstraat 1-3                                                                                     | 53° 13' 19" NB, 6° 33' 43" OL | 0014/104384 | Appartementencomplex |
| Boerderij van het kop-romptype (De Oude Nadorst)                                                                                           | 1830-1884 ca. 1900 (verb. schuur) 1938 (verb. voorhuis)                                        |                                                                | Oude Adorperweg 4 | 53° 15' 2" NB, 6° 32' 59" OL  | 0014/106332 | Boerderij van het kop-romptype(De Oude Nadorst) |
| Terrein met resten steenbakkerij | middeleeuwen                                                                                   |                                                                | t.o. Oude Adorperweg 4 | 53° 14' 59" NB, 6° 32' 56" OL | 0014/106408 | Terrein met resten steenbakkerij |
| Verhoogde woonplaats | 1550-1600 of eerder 1891 (boerderij)                                                           |                                                                | Oude Adorperweg 5 | 53° 15' 16" NB, 6° 33' 17" OL | 0014/106441 | Upload foto |
| Herenhuis in eclectische stijl met Chaletstijl-elementen                                                                                   | 1898                                                                                           | mog. G.G. Reitsma                                              | Parklaan 7 | 53° 12' 42" NB, 6° 34' 20" OL | 0014/101403 | Herenhuis in eclectische stijl met Chaletstijl-elementen |
| Woonhuis in eclectische stijl met neorenaissance-elementen                                                                                 | 1894                                                                                           |                                                                | Parklaan 12 | 53° 12' 42" NB, 6° 34' 22" OL | 0014/101410 | Woonhuis in eclectische stijl met neorenaissance-elementen |
| Vier verhoogde woonplaatsen (De Hege Vier)                                                                                                 | late middeleeuwen                                                                              |                                                                | ten noorden van de Peizerweg                                                                                               | 53° 12' 21" NB, 6° 31' 32" OL | 0014/106443 | Upload foto |
| Omgeving Petrus Campersingel (Trappen, kademuren, bruggen, portiersloge en trafostation tussen de Petrus Campersingel en het UMCG-terrein) | 1927-1955                                                                                      | mog. H. Hoekstra                                               | Petrus Campersingel | 53° 13' 25" NB, 6° 34' 38" OL | 0014/106526 | Omgeving Petrus Campersingel(Trappen, kademuren, bruggen, portiersloge en trafostation tussen de Petrus Campersingel en het UMCG-terrein)                                   |
| Vm. machinefabriek met directeurswoning Fa. Pot en Ter Borg (Woonruimte)                                                                   | 1915 1960 (verb. woning)                                                                       | Nijhuis & Reker (1960)                                         | Petrus Campersingel 119-121                                                                                                | 53° 13' 14" NB, 6° 34' 45" OL | 0014/104224 | Machinefabriek Vm. machinefabriek met directeurswoning Fa. Pot en Ter Borg(Woonruimte)                                                                                      |
| Pioenpark | na 1932                                                                                        |                                                                | Pioenpark | 53° 13' 37" NB, 6° 35' 15" OL | 0014/106527 | Meer afbeeldingen |
| Vm. woonhuis (helft van dubbele arbeiderswoning) (Werkplaats) (met nr. 5)                                                                  | 17e eeuw 1898 (gevel) 1971 (samenv. met nr. 5)                                                 |                                                                | Pluimerstraat 3 | 53° 13' 4" NB, 6° 34' 27" OL  | 0014/103073 | Woonhuis Vm. woonhuis (helft van dubbele arbeiderswoning)(Werkplaats) (met nr. 5)                                                                                           |
| Vm. woonhuis (helft van dubbele arbeiderswoning) (Werkplaats) (met nr. 3)                                                                  | 17e eeuw late 18e eeuw (verb.) 1971 (samenv. met nr. 3)                                        |                                                                | Pluimerstraat 5 | 53° 13' 4" NB, 6° 34' 28" OL  | 0014/103074 | Woonhuis Vm. woonhuis (helft van dubbele arbeiderswoning)(Werkplaats) (met nr. 3)                                                                                           |
| Winkelpand met bovenwoning in expressionistische stijl met Amsterdamse School-elementen                                                    | 1928                                                                                           | A.J. Feberwee                                                  | Pluimerstraat 35 Loppersumergang 1                                                                                         | 53° 13' 5" NB, 6° 34' 32" OL  | 0014/103082 | Winkelpand met bovenwoning in expressionistische stijl met Amsterdamse School-elementen                                                                                     |
| Bungalow met garage | 1962-'64                                                                                       | K.M.H. Bulder                                                  | Quintuslaan 16 | 53° 11' 29" NB, 6° 35' 20" OL | 0014/104371 | Bungalow Bungalow met garage |
| Portieketagewoningen | 1955                                                                                           | K.G. Olsmeijer                                                 | Rembrandt van Rijnstraat 128-222                                                                                           | 53° 12' 60" NB, 6° 32' 39" OL | 0014/104373 | Portieketagewoningen |
| Herenhuis in eclectische stijl | 1889                                                                                           |                                                                | Reitdiepskade 3 | 53° 13' 8" NB, 6° 33' 24" OL  | 0014/103211 | Herenhuis in eclectische stijl |
| Herenhuis in eclectische stijl | 1890                                                                                           |                                                                | Reitdiepskade 4-4a | 53° 13' 8" NB, 6° 33' 24" OL  | 0014/103214 | Herenhuis in eclectische stijl |
| Complex vm. woonhuizen met topgevels (Horeca)                                                                                              | 17e eeuw (oorspr.) 18e eeuw (verb.) 1983 (verb.)                                               |                                                                | Schuitendiep 44 Tuinstraat 1-5                                                                                             | 53° 13' 8" NB, 6° 34' 23" OL  | 0014/103270 | Complex woonhuizen Complex vm. woonhuizen met topgevels(Horeca) |
| Vm. woonhuis met lijstgevel (Bedrijfspand met woonruimte)                                                                                  | verm. vroege 17e eeuw 19e eeuw (lijstgevel) 1937 (verb.)                                       |                                                                | Schuitendiep 84 Pluimerstraat 1-1a                                                                                         | 53° 13' 3" NB, 6° 34' 27" OL  | 0014/103281 | Woonhuis met lijstgevel Vm. woonhuis met lijstgevel(Bedrijfspand met woonruimte)                                                                                            |
| Vm. bedrijfs- en pakhuiscomplex (Bedrijfspand met woonruimte)                                                                              | verm. 18e/vroege 19e eeuw ca. 1970 (verb.)                                                     |                                                                | Schuitendiep 88-8 (achterhuis van Damsterdiep 14)                                                                          | 53° 13' 3" NB, 6° 34' 29" OL  | 0014/106402 | Bedrijfspand Vm. bedrijfs- en pakhuiscomplex(Bedrijfspand met woonruimte)                                                                                                   |
| Urinoir in de stijl van de Nieuwe Zakelijkheid                                                                                             | 1925                                                                                           | S.J. Bouma                                                     | t.o. Schuitendiep 98 | 53° 13' 2" NB, 6° 34' 27" OL  | 0014/103551 | Urinoir Urinoir in de stijl van de Nieuwe Zakelijkheid |
| Vm. Rijks- en Gemeentearchief (Kantoren)                                                                                                   | 1917-'22                                                                                       | J.A.W. Vrijman                                                 | Sint Jansstraat 2-2m | 53° 13' 11" NB, 6° 34' 13" OL | 0014/103291 | Meer afbeeldingen |
| Stadspark | begin 20e eeuw                                                                                 | L. Springer J.A. Mulock Houwer                                 | Stadspark | 53° 12' 3" NB, 6° 32' 38" OL  | 0014/106749 | Meer afbeeldingen |
| Portiekwoningen | 1954-'56                                                                                       | Kuiler & Drewes                                                | Snelliusstraat 26-56 | 53° 12' 18" NB, 6° 33' 35" OL | 0014/104374 | Meer afbeeldingen |
| Stadsparkkerk met kosterswoning | 1959-'61                                                                                       | Egb. Reitsma & Zn.                                             | Snelliusstraat 89-91 | 53° 12' 15" NB, 6° 33' 33" OL | 0014/104357 | Stadsparkkerk Stadsparkkerk met kosterswoning |
| Flatgebouw (Neboflat) | 1959-'62                                                                                       | Egb. Reitsma & Zn.                                             | Snelliusstraat 93 Paterswoldseweg 288-288/712                                                                              | 53° 12' 14" NB, 6° 33' 33" OL | 0014/104369 | Flatgebouw(Neboflat) |
| Woonhuis van één bouwlaag onder dwars zadeldak                                                                                             | 18e eeuw (oorspr.)                                                                             |                                                                | Snikkevaardersgang 5 | 53° 13' 2" NB, 6° 34' 36" OL  | 0014/106316 | Woonhuis van één bouwlaag onder dwars zadeldak |
| Twee-onder-een-kapwoningen in Delftse School-stijl                                                                                         | 1948-'49                                                                                       | Joh. Prummel                                                   | Stadsweg 8-15, 17 en 18 | 53° 13' 46" NB, 6° 35' 45" OL | 0014/104514 | Upload foto |
| Boerderij van het kop-romptype met dwarshuis (De Leeuwenburg)                                                                              | mog. 1834 (voorhuis) 1926 (herb. schuur) 1986 (renov.)                                         |                                                                | Stadsweg 22 | 53° 13' 50" NB, 6° 35' 52" OL | 0014/106334 | Boerderij van het kop-romptype met dwarshuis(De Leeuwenburg) |
| Hoofdstation (perronkappen en traverse) | 1896 1928 1932                                                                                 |                                                                | Stationsplein 1-8 Stationsplein 21                                                                                         | 53° 12' 38" NB, 6° 33' 51" OL | 0014/104542 | Meer afbeeldingen |
| Boerderij van het kop-romptype in landelijke bouwstijl met Interbellum-elementen (Groot Klooster)                                          | 1934                                                                                           |                                                                | Tjardaweg 3 | 53° 14' 48" NB, 6° 32' 45" OL | 0014/106335 | Boerderij van het kop-romptype in landelijke bouwstijl met Interbellum-elementen(Groot Klooster)                                                                            |
| Herenhuizencomplex | 1956-'57                                                                                       | A. van Deel                                                    | Troelstralaan 64-102 | 53° 11' 41" NB, 6° 35' 13" OL | 0014/104515 | Herenhuis Herenhuizencomplex |
| Vm. Garage Bierman & Poort (Bedrijfspand met bovenwoningen)                                                                                | 1950                                                                                           | F. Klein                                                       | Turfsingel 4-4d | 53° 13' 21" NB, 6° 33' 55" OL | 0014/104388 | Garage Vm. Garage Bierman & Poort(Bedrijfspand met bovenwoningen) |
| Brugwachtershuisje Turfsingel | ca. 1925                                                                                       | verm. S.J. Bouma                                               | bij Turfsingel 62 | 53° 13' 17" NB, 6° 34' 14" OL | 0014/103382 | Brugwachtershuisje Turfsingel |
| Woningcomplex | 1954-'56                                                                                       | H.J. van Wissen                                                | Van Ketwich Verschuurlaan 12-80                                                                                            | 53° 11' 39" NB, 6° 34' 44" OL | 0014/104519 | Woningcomplex |
| Vm. Landbouwwinterschool (Onderdeel Lentis)                                                                                                | 1952 1961 (uitbr.)                                                                             | R. Offringa (1952, 1961)                                       | Van Oldenbarneveltlaan 15                                                                                                  | 53° 13' 52" NB, 6° 33' 31" OL | 0014/104349 | Landbouwwinterschool Vm. Landbouwwinterschool(Onderdeel Lentis) |
| Vm. School voor Technisch Onderwijs (Noorderpoortcollege/Zernike College)                                                                  | 1970-'73                                                                                       | J.J.M. Vegter                                                  | Van Schendelstraat 1 | 53° 12' 3" NB, 6° 34' 16" OL  | 0014/104350 | Technische school Vm. School voor Technisch Onderwijs(Noorderpoortcollege/Zernike College)                                                                                  |
| Brugwachtershuisje Bontebrug | ca. 1925                                                                                       | verm. S.J. Bouma                                               | Veemarktstraat | 53° 12' 55" NB, 6° 34' 40" OL | 0014/?      | Meer afbeeldingen |
| Woonhuis in Engelse landhuisstijl | 1924                                                                                           | A. Goodijk                                                     | Veenweg 47 | 53° 11' 1" NB, 6° 32' 58" OL  | 0014/101568 | Woonhuis in Engelse landhuisstijl |
| Woonhuis met praktijk | 1907                                                                                           | A.J. Sanders                                                   | Verlengde Hereweg 19 | 53° 12' 0" NB, 6° 34' 41" OL  | 0014/101579 | Woonhuis met praktijk |
| Herenhuis in Overgangsstijl met Jugendstil-elementen                                                                                       | 1907                                                                                           | P. Belgraver A. Reiziger                                       | Verlengde Hereweg 25 | 53° 11' 60" NB, 6° 34' 42" OL | 0014/101581 | Herenhuis in Overgangsstijl Herenhuis in Overgangsstijl met Jugendstil-elementen                                                                                            |
| Oude RKZ | 1923                                                                                           | A.Th. van Elmpt                                                | Verlengde Hereweg 92 | 53° 11' 50" NB, 6° 34' 52" OL | 0014/101604 | Meer afbeeldingen |
| Vm. Kweekschool en ALO (Noorderpoortcollege)                                                                                               | 1957-'58                                                                                       | J.H.M. Wilhelm                                                 | Verzetsstrijderslaan 2-2a                                                                                                  | 53° 12' 27" NB, 6° 33' 25" OL | 0014/104351 | Kweekschool Vm. Kweekschool en ALO(Noorderpoortcollege) |
| Bedrijfspand met bovenwoning in eclectische stijl                                                                                          | ca. 1875                                                                                       |                                                                | Voor 't Voorm. Klein Poortje 10-10a                                                                                        | 53° 12' 60" NB, 6° 34' 31" OL | 0014/103832 | Bedrijfspand met bovenwoning in eclectische stijl |
| Bedrijfspand met bovenwoning in ambachtelijk-traditionele stijl                                                                            | ca. 1850                                                                                       |                                                                | Voor 't Voorm. Klein Poortje 11-11a                                                                                        | 53° 12' 59" NB, 6° 34' 31" OL | 0014/103510 | Bedrijfspand met bovenwoning in ambachtelijk-traditionele stijl |
| Vier blokken duplexwoningen | 1954                                                                                           | G.H. de Kiviet                                                 | P. Waijerstraat 11-25a | 53° 13' 39" NB, 6° 35' 48" OL | 0014/104521 | Upload foto |
| Drie blokken duplexwoningen 1000-woningenplan                                                                                              | 1951                                                                                           | Kuiler en Drewes                                               | P. Waijerstraat 27-61 | 53° 13' 42" NB, 6° 35' 43" OL | 0014/104522 | Upload foto |
| Complex arbeiderswoningen in ambachtelijk-traditionele stijl                                                                               | ca. 1882                                                                                       |                                                                | Westerbinnensingel 14-30                                                                                                   | 53° 13' 2" NB, 6° 33' 28" OL  | 0014/103515 | Complex arbeiderswoningen Complex arbeiderswoningen in ambachtelijk-traditionele stijl                                                                                      |
| Vm. ijspakhuis (Bedrijfspand) | 1880 1913 (verb.)                                                                              |                                                                | Westerhavenstraat 14-16 | 53° 12' 58" NB, 6° 33' 31" OL | 0014/106941 | Pakhuis Vm. ijspakhuis(Bedrijfspand) |
| Woonhuis in eclectische stijl | ca. 1880                                                                                       |                                                                | Westerkade 4-4a | 53° 12' 57" NB, 6° 33' 29" OL | 0014/103531 | Woonhuis in eclectische stijl |
| Vm. pakhuis Bremen-De Lauwers (Winkelpand met kantoren)                                                                                    | 1891 1982 (verb.)                                                                              |                                                                | Westerkade 15-15/5 | 53° 12' 54" NB, 6° 33' 27" OL | 0014/103526 | Pakhuis Bremen Vm. pakhuis Bremen-De Lauwers(Winkelpand met kantoren) |
| Vm. pakhuis Volharding (Kantoorpand) | ca. 1890                                                                                       |                                                                | Westerkade 16-16/4 | 53° 12' 54" NB, 6° 33' 28" OL | 0014/103536 | Pakhuis Volharding Vm. pakhuis Volharding(Kantoorpand) |
| Terrein van vm. voorwerk of uithof van het Klooster Selwerd                                                                                | 1150-1200                                                                                      |                                                                | Westerseweg 2 | 53° 15' 32" NB, 6° 34' 27" OL | 0014/106447 | Terrein Terrein van vm. voorwerk of uithof van het Klooster Selwerd |
| Herenhuis in eclectische stijl met neorenaissance-elementen                                                                                | 1896                                                                                           | J. Maris                                                       | Westersingel 24 | 53° 13' 2" NB, 6° 33' 24" OL  | 0014/101644 | Herenhuis in eclectische stijl met neorenaissance-elementen |
| Herenhuis in eclectische stijl met neorenaissance-elementen                                                                                | 1892                                                                                           | J. Maris                                                       | Westersingel 28 | 53° 13' 3" NB, 6° 33' 24" OL  | 0014/106800 | Herenhuis in eclectische stijl met neorenaissance-elementen |
| Herenhuis in eclectische stijl met neorenaissance-elementen                                                                                | 1892                                                                                           | J. Maris                                                       | Westersingel 30-30a | 53° 13' 3" NB, 6° 33' 24" OL  | 0014/101646 | Herenhuis in eclectische stijl met neorenaissance-elementen |
| Drie vm. herenhuizen in eclectische stijl met neorenaissance-elementen (Woningen, kantoor, winkel, kamerverhuur)                           | 1888 1934 (verb. nr. 35) 1956 (verb. nr. 33)                                                   | J.C. Wegerif Th. Wildeboer & A.J. Overzet (1934)               | Westersingel 33-37 | 53° 13' 3" NB, 6° 33' 25" OL  | 0014/101639 | Herenhuis in eclectische stijl met neorenaissance-elementen Drie vm. herenhuizen in eclectische stijl met neorenaissance-elementen(Woningen, kantoor, winkel, kamerverhuur) |
| Herenhuis in eclectische stijl | 1892 1919 (serre)                                                                              | J.P. Hazeu (1892) Kuiler & Drewes (1919)                       | Westersingel 40 | 53° 13' 7" NB, 6° 33' 21" OL  | 0014/106406 | Herenhuis in eclectische stijl |
| Flatgebouw (Plantsoenflat) | 1949-'50                                                                                       | F. Klein                                                       | Westersingel 57-95 Reitdiepskade 6                                                                                         | 53° 13' 8" NB, 6° 33' 23" OL  | 0014/104390 | Flatgebouw(Plantsoenflat) |
| Portieketageflats | 1954-'55                                                                                       | F. Klein                                                       | West-Indischekade 1-100, 101-196 en 197-264 Paramaribostraat 98-120 en 121-143 Surinamestraat 122-144 en 169-191           | 53° 14' 13" NB, 6° 34' 23" OL | 0014/104342 | Meer afbeeldingen |
| Boerderij van het Oldambtster type | 1880 1924 (bijschuur) 1959 (verb.)                                                             |                                                                | Winschoterweg 14 | 53° 11' 27" NB, 6° 38' 23" OL | 0014/106336 | Upload foto |
| Boerderij van het kop-romptype in landelijke bouwstijl met Interbellum-elementen (Klein Klooster)                                          | 1939                                                                                           | Van der Molen & Gelderloos                                     | Winsumerweg 4 | 53° 15' 9" NB, 6° 32' 35" OL  | 0014/103745 | Upload foto |
| Vm. Karel Doormanschool (Kinderdagverblijf)                                                                                                | 1914-'15                                                                                       | J.A. Mulock Houwer                                             | Witte de Withstraat 18 | 53° 12' 47" NB, 6° 33' 14" OL | 0014/101662 | Karel Doormanschool Vm. Karel Doormanschool(Kinderdagverblijf) |
| Boerderij van het kop-hals-romptype | 17e eeuw of eerder (voorhuis) 1675-1725 (schuur) ca. 1845 (verb. schuur) 1907 (verb. voorhuis) |                                                                | Wolddijk 95 | 53° 15' 43" NB, 6° 33' 11" OL | 0014/106337 | Upload foto |
| Boerderij van het kop-romptype | 1675-1725 (hoofdschuur) 18e eeuw (voorhuis) waarsch. 1853 (herb. voorhuis) 1953 (verb.)        |                                                                | Wolddijk 103 | 53° 15' 2" NB, 6° 33' 50" OL  | 0014/106338 | Boerderij van het kop-romptype |
| Vm. Station Engelbert (Dubbel woonhuis) | 1927                                                                                           | A. van der Steur                                               | Woldjerspoorweg 40-42 | 53° 12' 28" NB, 6° 39' 9" OL  | 0014/101668 | Station Vm. Station Engelbert(Dubbel woonhuis) |
| Vm. gemeentehuis Noorddijk (Woonhuis met praktijk)                                                                                         | 1907 1948 (uitbr.)                                                                             | G. Koolhof (1948)                                              | Woldweg 4 | 53° 14' 2" NB, 6° 38' 9" OL   | 0014/101669 | Gemeentehuis Vm. gemeentehuis Noorddijk(Woonhuis met praktijk) |
| Pastorie Sint-Franciscuskerk | 1932-'33                                                                                       | A.Th. van Elmpt                                                | Zaagmuldersweg 65 | 53° 13' 42" NB, 6° 34' 39" OL | 0014/101672 | Pastorie Pastorie Sint-Franciscuskerk |
| Sint-Franciscuskerk | 1932-'34                                                                                       | H.C. van de Leur                                               | Zaagmuldersweg 67 | 53° 13' 43" NB, 6° 34' 38" OL | 0014/104558 | Meer afbeeldingen |
| Kasteelterrein Zernike | vroege 13e eeuw                                                                                |                                                                | Zernikelaan Professor Uilkensweg                                                                                           | 53° 14' 42" NB, 6° 31' 50" OL | 0014/106453 | Upload foto |
| Boerderij van het kop-hals-romptype | 1632 of eerder (oorspr.)                                                                       |                                                                | Zijlvesterweg 2 | 53° 13' 58" NB, 6° 28' 54" OL | 0014/106339 | Boerderij van het kop-hals-romptype |
| Verhoogde boerenplaats met omgrachting | 13e eeuw                                                                                       |                                                                | Zijlvesterweg 8 | 53° 14' 7" NB, 6° 29' 33" OL  | 0014/106455 | Verhoogde boerenplaats met omgrachting |
| Boerderij van het kop-romptype met dwarshuis                                                                                               | 1872 1927 (bijschuur) ca. 2005 (verb.)                                                         |                                                                | Zijlvesterweg 12 | 53° 14' 55" NB, 6° 30' 28" OL | 0014/106340 | Boerderij van het kop-romptype met dwarshuis |
| Boerderij van het kop-romptype | 1731 of eerder                                                                                 |                                                                | Zijlvesterweg 17 | 53° 14' 39" NB, 6° 30' 8" OL  | 0014/106341 | Boerderij van het kop-romptype |
| Vm. woonhuis in ambachtelijk-traditionele stijl                                                                                            | ca. 1870                                                                                       |                                                                | Zuiderkerkstraat 10-10/1                                                                                                   | 53° 13' 23" NB, 6° 33' 47" OL | 0014/103565 | Woonhuis in ambachtelijk-traditionele stijl Vm. woonhuis in ambachtelijk-traditionele stijl                                                                                 |
| Theresiakapel | 1927                                                                                           | A.Th. van Elmpt                                                | Zuiderweg 38 | 53° 12' 52" NB, 6° 30' 8" OL  | 0014/101693 | Theresiakapel Theresiakapel |
| Vm. gereformeerde bewaarschool (Woonhuis)                                                                                                  | 1927                                                                                           | H. Rots                                                        | Zwarteweg 19 | 53° 13' 35" NB, 6° 33' 12" OL | 0014/101700 | Bewaarschool Vm. gereformeerde bewaarschool(Woonhuis) |